# Сердюк, Александр Александрович
Алекса́ндр Алекса́ндрович Сердю́к, также известный как Лесь Сердюк (14 октября 1940, Харьков, Украинская ССР — 26 мая 2010, Киев, Украина) — советский и украинский актёр театра и кино. Народный артист Украины (1996).

## Биография
Родился в семье народного артиста СССР Александра Ивановича Сердюка и певицы Анастасии Зиновьевны Левицкой, народной артистки Украинской ССР. В 1961 году окончил Харьковский театральный институт.
В 1961—1964 годах — актёр Харьковского академического украинского драматического театра им. Т. Г. Шевченко.
В 1964—1966 годах — актёр Рижского ТЮЗа.
В 1966—1970 годах — актёр Киевского академического театра русской драмы им. Леси Украинки.
С 1970 года — киноактёр Киевской киностудии им. А. Довженко.
В 2008 году, после 37 лет перерыва, вернулся на сцену в составе труппы Национального театра Ивана Франко.
Умер 26 мая 2010 года в Киеве из-за рака лёгких, который у актёра был обнаружен весной 2009 года. Он проходил курс химиотерапии в Киеве, но безуспешно. Похоронен на Байковом кладбище 28 мая.

## Семья
- Дочь: актриса Анастасия Сердюк (Бунина) (дочь от актрисы Ирины Буниной)[2][3].
- Сын: Лесь Сердюк.

## Роли в театре

### Рижский театр юного зрителя
- 1966 — «Они и мы» Натальи Долининой — Олег Костоедов

## Фильмография
1. 1953 — Судьба Марины
2. 1965 — Гибель эскадры — моряк-балтиец
3. 1966 — Их знали только в лицо — Беллависта
4. 1967 — На Киевском направлении — Бурмистенко, секретарь ЦК КП Украины
5. 1967 — Две смерти (короткометражный) — Петро
6. 1968 — Эксперимент доктора Абста — Бруно Гаррита
7. 1970 — Узники Бомона — Михайло
8. 1970 — Мир хижинам, война дворцам — Шерстюк
9. 1970 — Хлеб и соль — Марьян Поляруш
10. 1971 — Инспектор уголовного розыска — Алексей Михайлович Шарун, рецидивист по кличке «Цыган»
11. 1971 — Звёздный цвет — Трофим Ковальчук
12. 1971 — Море нашей надежды — Егор Семёнович Гай
13. 1971 — Живая вода — Антон Демьянович, лесник (озвучил Павел Морозенко)
14. 1972 — Ночной мотоциклист — Савченко
15. 1972 — Адрес вашего дома — Иван Бессмертный
16. 1973 — Как закалялась сталь — Саломыга
17. 1972 — Лавры — Токовой
18. 1973 — Огонь — Свирид
19. 1973 — Абитуриентка — отец Гали Гриценко
20. 1973 — Чёрный капитан — Осип Забурунный
21. 1973—1976 — Дума о Ковпаке — Гулявый
22. 1974 — Рейс первый, рейс последний — Иван
23. 1974 — Трудные этажи — Девятов
24. 1974—1977 — Рождённая революцией — старшина Громов (озвучил Павел Морозенко)
25. 1975 — Я — Водолаз 2 — Слава Савченко
26. 1976 — Праздник печёной картошки
27. 1976 — Огненный мост — Кутяк
28. 1978 — Любовь и ярость — Латышев
29. 1978 — Наталка Полтавка — Микола
30. 1979 — Вавилон XX — Данька Соколюк
31. 1980 — Поезд чрезвычайного назначения — Степан
32. 1980 — Жду и надеюсь — Павло
33. 1980 — У Чёртова логова — Балабан
34. 1980 — От Буга до Вислы — Николай Москаленко
35. 1981 — Мужество — Дорошенко
36. 1981 — Два дня в начале декабря — Григорий
37. 1981 — Под свист пуль — Григорий
38. 1981 — Такая поздняя, такая тёплая осень — Мелентий и Иван
39. 1982 — Звёздная командировка — Василий
40. 1982 — Бой на перекрёстке — Муксун
41. 1983 — Внезапный выброс — Александр Тригорин
42. 1983 — Провал операции «Большая Медведица» — Рен, командир отряда УПА
43. 1983 — Легенда о княгине Ольге — Святослав Игоревич, князь
44. 1984 — За ночью день идёт — полицай
45. 1984 — Благие намерения — Семён Петрович Поварёжкин
46. 1984 — …И прекрасный миг победы — Глеб, тренер
47. 1985 — Батальоны просят огня — пулемётчик
48. 1985 — Поклонись до земли
49. 1985 — Осенние утренники — Дима, муж Елены
50. 1985 — Вина лейтенанта Некрасова — Георгий Петрович
51. 1986 — Вечерницы — Михайло
52. 1987 — Пока есть время — Иован
53. 1987 — Жменяки — Иван Жменяк
54. 1987 — Джура, охотник из Мин-Архара — Максимов
55. 1987 — Подданные революции — Опанасенко
56. 1987 — Соломенные колокола — Василь Вильгота
57. 1988 — Горы дымят — Мартин Погодняк
58. 1988 — На привязи у взлётной полосы
59. 1989 — Сероманец — Василий Чепижный
60. 1989 — Небылицы про Ивана
61. 1990 — Мои люди
62. 1990 — Дальше полёта стрелы — дед Запорожченко
63. 1990 — Неотстрелянная музыка — Валерий
64. 1990 — Овраги — Ершов, казак
65. 1991 — Подарок на именины — Карпо Петрович Зайчик, околодочный надзиратель
66. 1991 — Дикое поле — Конь-Голова, казак
67. 1991 — Люк — запорожец
68. 1991 — Откровение Иоанна Первопечатника — Гарабурда
69. 1992 — Америкэн бой — официант «Зодиака»
70. 1992 — По-модному — Гаврило Потапович Вареник
71. 1992 — Вверх тормашками — нищий
72. 1993 — Лунная кукушечка
73. 1993 — Гетманские клейноды
74. 1995 — Партитура на могильном камне — Арсений
75. 1996 — Казнённые рассветы
76. 1997—2003 — Роксолана — Касым-паша
77. 1999 — Казачья быль — Кость Верболоз, казак
78. 2001 — След оборотня — Опанас
79. 2001 — Молитва о гетмане Мазепе — Иван Самойлович, гетман
80. 2002 — Кукла — Геннадий Матвеевич Дворцов, генерал-майор милиции
81. 2003 — Мамай
82. 2006 — Тайна «Святого Патрика» — Фёдор Соломатин
83. 2008 — Приключения на хуторке близ Диканьки — Бурлюк
84. 2008 — От любви до кохання — дед Тарас
85. 2008 — Мины в фарватере — смотритель маяка
86. 2009 — Тарас Бульба — Дмитро Товкач

## Награды
- Заслуженный артист Украинской ССР (1982)
- Народный артист Украины (1996)[4]
- Специальный приз кинофестиваля «Стожары» за весомый вклад в киноискусство (1997)
- Приз за лучшую мужскую роль в фильме «Соломенные колокола» на МКФ в Карловых Варах (1988, Чехословакия).

## Память
- В 1991 году имя Леся Сердюка присвоено Дому актёра в Харькове
- Сквер на улице Кубанской Украины, 27-31 в Деснянском районе Киева получил имя актёра Леся Сердюка[5]
- Документальный фильм «Гетьманський охоронець. Лесь Сердюк». «Глас», 2008[6]
- Документальный фильм «Лесь Сердюк». Реж. С. Дудка. Гостелерадио Украини, Укртелефильм, 1999[6].